# Tomohisa Yamashita
Tomohisa Yamashita (山下 智久), född 9 april 1985 i Chiba, Japan, är en japansk artist, programledare, modell, dansare och skådespelare. Han var tidigare med i gruppen NEWS.

## Karriär
Vid elva års ålder gick Yamashita med i Johnny's Entertainment, en idolagentur för pojkgrupper som bildades 1963.
Det var där han fick sitt kända smeknamn YamaPi (som är en blandning mellan Yamashita och färgen "pink", rosa) av Hideaki Takizawa.

### Johnny's Junior
Sedan Yamashita gick med i Johnny's har han varit med i många olika Jr.-grupper, bland annat B.I.G., 4Tops och NEWS. Yamashita började synas tidigt i TV efter att han blev medlem i Johnny's. Vid 15 års ålder vann han pris som "bästa nykomling" för sin roll i Ikebukuro West Gate Park. Samma år röstades han fram som "best boyfriend" och "most beautiful" på den årliga Juniors Awards. 
Efter att Takizawa debuterade med gruppen Tackey & Tsubasa år 2002 fick Yamashita ta över som ledare för Johnny's Juniors. Samma år bildade han tillsammans med Toma Ikuta, Jun Hasegawa och Shunsuke Kazame gruppen 4Tops. 4Tops blev de nya programledarna för Juniorprogrammet The Shounen Club.

### Efter debuten
År 2003 debuterade Yamashita och åtta andra Johnny's Juniors som gruppen NEWS, där Yamashita blev vald till ledare.
I oktober 2005 bildade Yamashita och Kazuya Kamenashi från KAT-TUN den temporära gruppen Shuji to Akira för att marknadsföra sitt nya TV-drama Nobuta wo Produce. De släppte singeln Seishun Amigo. Singeln sålde över en miljon exemplar på fyra veckor och blev den bäst sålda singeln år 2005. Singeln var även den första singeln någonsin i Johnny's-agenturens historia att släppas i Europa, och då närmare bestämt exklusivt för Sverige.
NEWS debuterade med nio medlemmar, men i maj 2006, efter ett flertal incidenter, blev medlemmarna Uchi och Kusano avstängda från gruppen och NEWS blev då temporärt avstängda från all gruppaktivitet. De som inte varit inblandade i skandalerna fick fortsätta med egna soloprojekt.
År 2006 gjorde Yamashita sin solodebut med megahiten Daite Senorita som var ledmotivet till den populära TV-serien Kurosagi, där han även spelade huvudrollen. Daite Senorita debuterade som #1 på singellistan, och Yamashita utsågs till Artist of the Year tillsammans med Tackey & Tsubasa och KAT-TUN. Singeln blev även den fjärde bäst sålda singeln år 2006. Daite Senorita sålde över 600 000 exemplar.
År 2007 var Yamashita, Tanaka Koki och Taisuke Fujigaya från Kis-my-ft2 med i det historiska minidramat Byakkotai.
Den 8 mars 2008 hade Yamapis första film Kurosagi premiär på biograferna i Japan. Fyra månader senare, den 3 juli, började hans dramaserie Code Blue att sändas i japansk TV. I serien spelar Yamapi en ung, flygande doktor i träning.
Ett två timmar långt specialprogram sändes den 10 januari 2009.
Den 7 oktober 2011 meddelade Yamashita tillsammans med NEWS-medlemmen Nishikido Ryo att de lämnar gruppen. Yamashitas anledning var att han ville fortsätta att arbeta med soloaktiviteter inom Johnny's Entertainment.

## Filmhistoria

### Drama
- 1998.03 Shinrei Safaa no Shi (Barn)
- 1998.12 Shounentachi (Kakuda Shinya)
- 1999.02 Nekketsu Renaidou (Bloodtype O Boy, avsnitt 7)
- 1999.05 P.P.O.I (Amano Taira)
- 1999.07 Kowai Nichiyoubi (avsnitt 5)
- 1999.09 Kowai Nichiyoubi 2 (avsnitt 13)
- 1999.12 Kiken na Kankei (Miyabe Satoshi, avsnitt 10, sista avsnittet)
- 2000.04 Ikebukuro West Gate Park (Mizuno Shun)
- 2000.12 Shijou Saiaku no Deeto (Okamura Yuuki, avsnitt 1)
- 2000.12 All Star Chuushingura Matsuri (Asano Takumi)
- 2001.01 Kabachitare! (Tamura Yuta)
- 2001.04 Shounen wa Tori ni Natta (Nagashima Ken)
- 2002.01 Long Love Letter (Otomo Tadashi)
- 2002.07 Lunch no Joou (Nabeshima Koushirou)
- 2003.04 Crazy Virgin Road (Hajime)
- 2003.07 Stand UP!! (Iwasaki Kengo)
- 2003.10 Budou no Ki (Shindou Yousuke)
- 2004.01 Sore wa, Totsuzen, Arashi no you ni... (Fukasawa Takuma)
- 2005.07 Dragon Zakura (Yajima Yuusuke)
- 2005.10 Nobuta wo Produce (Kusano Akira)
- 2006.04 Kurosagi (Kurosaki)
- 2007.01 Byakkotai (Sakai Mineji and Sakai Shintaro)
- 2007.04 Proposal Daisakusen (Iwase Ken)
- 2008.03 Proposal Daisakusen SP (Iwase Ken)
- 2008.07 Code Blue (Aizawa Kousaku)
- 2009.01 Code Blue SP (Aizawa Kousaku)

[edit]

### Film
- 2008.03 Kurosagi (Kurosaki)